# Paradize Tour
 (mars 2018).
Paradize Tour est une tournée du groupe français Indochine. Cette tournée a accompagné la sortie de l'album Paradize en 2002 et s'est déroulée de février 2002 à février 2004.

## Dates[1]
| Date              | Première partie | Ville                    | Pays       | Salle                                                |
| ----------------- | --------------- | ------------------------ | ---------- | ---------------------------------------------------- |
| 21 février 2002   |                 | Paris                    | France     | Élysée-Montmartre                                    |
| 15 mars 2002      |                 | Mons                     | Belgique   | Espace Magnum                                        |
| 16 mars 2002      |                 | Liège                    | Belgique   | Forum                                                |
| 23 mars 2002      | Madinkà         | Les Herbiers             | France     | Espace Herbauges                                     |
| 24 mars 2002      | Madinkà         | Mayenne                  | France     | Salle polyvalente                                    |
| 26 mars 2002      | ACWL            | Dijon                    | France     | Forum                                                |
| 28 mars 2002      |                 | Albi                     | France     | Scénith                                              |
| 29 mars 2002      |                 | Villefranche de Rouergue | France     | Salle des Treize Pierres                             |
| 30 mars 2002      |                 | Biarritz                 | France     | Gare du Midi                                         |
| 5 avril 2002      | Madinkà         | Quimper                  | France     | Le Pavillon                                          |
| 6 avril 2002      | Madinkà         | Pontivy                  | France     | Parc des Expositions                                 |
| 11 avril 2002     | Madinkà         | Paris                    | France     | Olympia                                              |
| 12 avril 2002     |                 | Sarreguemines            | France     | Scène de l’Hôtel de Ville                            |
| 14 avril 2002     |                 | Porcieu-Amblagnieu       | France     | Salle des Marinières                                 |
| 19 mai 2002       |                 | Strasbourg               | France     | hall Rhénus (festival Artefact)                      |
| 23 juin 2002      |                 | Luxembourg               | Luxembourg | site industriel de Esch-Belval (festival Steelworxs) |
| 4 juillet 2002    |                 | Mâcon                    | France     | esplanade du Parc des Expos (festival Été Frappé)    |
| 5 juillet 2002    |                 | Aix-les-Bains            | France     | Musilac                                              |
| 13 juillet 2002   |                 | Dour                     | Belgique   | Dour festival                                        |
| 20 juillet 2002   |                 | Saint-Martin-de-Crau     | France     | Étang des Aulnes                                     |
| 23 juillet 2002   | Jéronimo        | Carcassonne              | France     | Théâtre de la cité                                   |
| 25 juillet 2002   |                 | Nyon                     | Suisse     | Paléo Festival                                       |
| 4 octobre 2002    | Volume 10       | Montréal                 | Canada     | Spectrum                                             |
| 6 octobre 2002    | Volume 10       | Québec                   | Canada     | Cabaret du Capitol                                   |
| 7 octobre 2002    | Volume 10       | Montréal                 | Canada     | Spectrum                                             |
| 1er novembre 2002 | Madinkà         | Caen                     | France     | Zénith                                               |
| 2 novembre 2002   | Madinkà         | Orléans                  | France     | Zénith                                               |
| 5 novembre 2002   | Madinkà         | Reims                    | France     | Parc des Expositions                                 |
| 6 novembre 2002   | Madinkà         | Rouen                    | France     | Zénith                                               |
| 8 novembre 2002   | Madinkà         | Lille                    | France     | Zénith                                               |
| 9 novembre 2002   | Madinkà         | Amiens                   | France     | Mégacité                                             |
| 12 novembre 2002  | Madinkà         | Amnéville                | France     | Galaxie                                              |
| 13 novembre 2002  | Madinkà         | Nancy                    | France     | Zénith                                               |
| 15 novembre 2002  | Madinkà         | Paris                    | France     | Zénith                                               |
| 16 novembre 2002  | Daisybox        | Paris                    | France     | Zénith                                               |
| 19 novembre 2002  | Daisybox        | Nantes                   | France     | La Trocadière                                        |
| 20 novembre 2002  | Daisybox        | Rennes                   | France     | Le Liberté                                           |
| 22 novembre 2002  | Daisybox        | Bordeaux                 | France     | Patinoire Mériadeck                                  |
| 24 novembre 2002  | Daisybox        | Pau                      | France     | Zénith                                               |
| 26 novembre 2002  | Daisybox        | Montpellier              | France     | Zénith                                               |
| 27 novembre 2002  | Daisybox        | Marseille                | France     | Le Dôme                                              |
| 29 novembre 2002  | Daisybox        | Nice                     | France     | Nikaïa                                               |
| 30 novembre 2002  | Daisybox        | Genève                   | Suisse     | Arena                                                |
| 1er décembre 2002 | ACWL            | Saint-Étienne            | France     | Palais des Spectacles                                |
| 3 décembre 2002   | ACWL            | Grenoble                 | France     | Le Summum                                            |
| 4 décembre 2002   | ACWL            | Clermont-Ferrand         | France     | Maison des Sports                                    |
| 6 décembre 2002   | ACWL            | Lyon                     | France     | Halle Tony Garnier                                   |
| 7 décembre 2002   | ACWL            | Besançon                 | France     | Micropolis                                           |
| 8 décembre 2002   | ACWL            | Mulhouse                 | France     | Parc des Expositions                                 |
| 13 décembre 2002  | Madinkà         | Beauvais                 | France     | Elispace                                             |
| 14 décembre 2002  | Madinkà         | Bruxelles                | Belgique   | Forest National                                      |
| 15 décembre 2002  | Madinkà         | Calais                   | France     | Calypso                                              |
| 17 décembre 2002  | ACWL            | Le Havre                 | France     | Docks Océane                                         |
| 18 décembre 2002  | ACWL            | Le Mans                  | France     | Espace Antarès                                       |
| 19 décembre 2002  | ACWL            | Angers                   | France     | Amphitéa 4000                                        |
| 12 février 2003   |                 | Brive-la-Gaillarde       | France     | Patinoire                                            |
| 14 février 2003   |                 | Toulouse                 | France     | Le Confluent                                         |
| 15 février 2003   |                 | Toulouse                 | France     | Le Confluent                                         |
| 21 février 2003   |                 | Zurich                   | Suisse     | Volkhaus                                             |
| 23 février 2003   |                 | Luxembourg               | Luxembourg | L'Atelier                                            |
| 24 février 2003   |                 | Luxembourg               | Luxembourg | L'Atelier                                            |
| 1er mars 2003     | Jéronimo        | Neuchâtel                | Suisse     | Patinoire du Littoral                                |
| 4 mars 2003       | Jéronimo        | Besançon                 | France     | Micropolis                                           |
| 5 mars 2003       | Jéronimo        | Strasbourg               | France     | Hall Rénus                                           |
| 7 mars 2003       | Jéronimo        | Charleville-Mézières     | France     | Parc des Expos                                       |
| 8 mars 2003       | Jéronimo        | Troyes                   | France     | Espace Argence                                       |
| 9 mars 2003       | Jéronimo        | Bourges                  | France     | Palais d'Auron                                       |
| 12 mars 2003      | Jéronimo        | Perpignan                | France     | Palais des Expos                                     |
| 15 mars 2003      | Jéronimo        | Bruxelles                | Belgique   | Forest National                                      |
| 16 mars 2003      | Jéronimo        | Lille                    | France     | Zénith Arena                                         |
| 18 mars 2003      | Jéronimo        | Lille                    | France     | Zénith Arena                                         |
| 21 mars 2003      | Madinkà         | Montluçon                | France     | Centre Athanor                                       |
| 25 mars 2003      | Madinkà         | Lyon                     | France     | Halle Tony Garnier                                   |
| 26 mars 2003      | Madinkà         | Chalon-sur-Saône         | France     | Parc des Expositions                                 |
| 28 mars 2003      | Madinkà         | Brest                    | France     | Parc Penfeld                                         |
| 29 mars 2003      | Madinkà         | La Roche-sur-Yon         | France     | Parc des Expositions                                 |
| 1er avril 2003    | Madinkà         | Poitiers                 | France     | Parc des Expositions                                 |
| 2 avril 2003      | Madinkà         | Lorient                  | France     | Parc des Expositions                                 |
| 4 avril 2003      | Madinkà         | Limoges                  | France     | Palais des Sports                                    |
| 6 avril 2003      | ACWL            | Nantes                   | France     | La Trocadière                                        |
| 30 mai 2003       |                 | Toulon                   | France     | Zénith Oméga                                         |
| 31 mai 2003       |                 | Saint-Étienne            | France     | Palais des Spectacles                                |
| 3 juin 2003       | ACWL            | Paris                    | France     | AccorHotels Arena / Bercy                            |
| 5 juillet 2003    |                 | Paris                    | France     | Hippodrome de Longchamp (Solidays)                   |
| 9 juillet 2003    |                 | Namur                    | Belgique   | esplanade de la Citadelle (X Festival)               |
| 11 juillet 2003   |                 | Nancy                    | France     | Zénith (X Festival)                                  |
| 24 juillet 2003   |                 | Nîmes                    | France     | Arènes de Nîmes (X Festival)                         |
| 26 juillet 2003   |                 | Saint-Malo               | France     | Fort de Saint-Père                                   |
| 27 juillet 2003   |                 | Vienne                   | France     | Théâtre antique (X Festival)                         |
| 5 septembre 2003  |                 | Saint-Malo               | France     | L'Omnibus                                            |
| 6 septembre 2003  |                 | Saint-Malo               | France     | L'Omnibus                                            |
| 24 janvier 2004   | Scala           | Bruxelles                | Belgique   | Ancienne Belgique                                    |
| 24 janvier 2004   | Scala           | Paris                    | France     | Le Grand Rex                                         |
| 14 février 2004   |                 | Paris                    | France     | AccorHotels Arena / Bercy                            |